# Владимир Лукарић
Владимир Лукарић (Ријека, 22. јануар 1939) бивши је југословенски и хрватски фудбалер, након играчке каријере ради као тренер.

## Биографија
Прве фудбалске кораке је направио у Цриквеници и наставио у Ријеци (1959–69. И 1971–72). За Ријеку је одиграо 453 утакмице и постигао 62 поготка. Као интернационалац наступао и у швајцарској Белинцони (1969–71).
Најчешће је играо на месту десног крила, био је први репрезентативац из Ријеке (заједно са Петром Радаковићем).
За југословенску репрезентацију одиграо је шест утакмица и постигао један гол. Дебитовао је 1961. у Београду против Марока (победа 3:2), а последњи пут 1965. у Москви против СССР-а (резултат 0:0).
Као тренер углавном је везан за Ријеку, где је тренирао све узрасте; почео као тренер омладинске школе 1980. Водио је Бује, Цриквеницу, Поморац из Кострене.
Био је помоћни тренер хрватске репрезентације 1990. против САД-а.

## Голови за репрезентацију Југославије
| #  | Датум               | Место                       | Противник | Резултат | Гол | Такмичење            |
| -- | ------------------- | --------------------------- | --------- | -------- | --- | -------------------- |
| 1. | 19. септембар 1962. | Омладински стадион, Београд | Етиопија  | 5:2      | 1:0 | Пријатељска утакмица |